# دیویسین
دیویسین (به انگلیسی: Divicine) یک ترکیب شیمیایی با شناسه پاب‌کم ۹۱۶۰۶ است. شکل ظاهری این ترکیب، سوزن‌های مایل به قهوه‌ای است.